# Gustavo Fernández
Ne doit pas être confondu avec le joueur de tennis Gustavo Fernández.
Gustavo Daniel Fernández Figueroa (né le 16 février 1952 à Montevideo en Uruguay) est un joueur de football international uruguayen, qui évoluait au poste de gardien de but.

## Biographie

### Carrière en club
Avec le club de Peñarol, il remporte trois titres : un championnat d'Uruguay, une Copa Libertadores et enfin une Coupe intercontinentale.
Avec les clubs du FC Séville et du Real Murcie, il joue 67 matchs en première division espagnole, encaissant 87 buts.

### Carrière en sélection
Avec l'équipe d'Uruguay, il joue six matchs (pour sept buts encaissés) en 1974. 
Il figure dans le groupe des sélectionnés lors de la Coupe du monde de 1974. Il ne joue aucun match lors de la phase finale de cette compétition.
Il participe également à la Copa América de 1983. La sélection uruguayenne remporte la compétition en battant le Brésil.

## Palmarès
| Peñarol \| - Championnat d'Uruguay (1) : - Champion : 1982. - Copa Libertadores (1) : - Vainqueur : 1982. - Finaliste : 1983. \| \| - Coupe intercontinentale (1) : - Vainqueur : 1982. \| |  | Uruguay - Copa América (1) : - Vainqueur : 1983.    |
| - Championnat d'Uruguay (1) : - Champion : 1982. - Copa Libertadores (1) : - Vainqueur : 1982. - Finaliste : 1983.                                                                         |  | - Coupe intercontinentale (1) : - Vainqueur : 1982. |